# Walter Short
Walter Campbell Short (Fillmore, 30 de març de 1880 -Dallas, 9 de març de 1949) fou un general de Divisió a l'Exèrcit dels Estats Units i el responsable militar dels EUA, Comandant de la defensa de les instal·lacions militars dels EUA a Hawaii, en el moment de l'atac japonès a Pearl Harbor el 7 de desembre de 1941. Era fill d'un metge i es va graduar de la Universitat d'Illinois el 1901. El 17 de desembre 1941 el general Short va ser remogut del comandament de Pearl Harbor com a resultat de l'atac. Va rebre l'ordre de tornar a Washington, pel cap de l'Estat Major, George C. Marshall. Va ser degradat del seu càrrec temporal de Tinent General al seu rang permanent de General de Divisió, des del seu càrrec temporal depenia del seu comandament.